# Alma Brítez
Alma María Brítez Benítez (* 18. Oktober 2001 in Asunción) ist eine paraguayische Handballspielerin. Sie gehört in ihrem Heimatland zu den recht populären Nachwuchssportlerinnen mit einer recht großen Anhängerschaft.

## Hallenhandball
Alma Brítez spielt für den Verein Club Cerro Porteño in Asunción. Sie begann Handball im Alter von sieben Jahren während eines Schulturniers zu spielen. Die rechte Flügelspielerin durchlief verschiedene Junioren-Nationalmannschaften Paraguays im Hallenhandball und nahm im November 2017 an den U-16-Südamerikameisterschaften in ihrem Heimatland teil und gewann hierbei die Silbermedaille.

## Beachhandball
Ihre größeren Erfolge erreichte Brítez bislang vor allem im Beachhandball, den sie seit 2016 betreibt.

### Juniorinnen
Brítez gehörte zum Aufgebot Paraguays bei den Panamerikanischen Meisterschaften 2017 der U-17-Juniorinnen. Hier gewann sie mit ihrer Mannschaft die Bronzemedaille. Damit konnte sich die Mannschaft für die erstmals ausgetragenen Juniorenweltmeisterschaften 2017 in Flic-en-Flac auf Mauritius qualifizieren, Brítez konnte am Turnier aber nicht teilnehmen. Dort verlor die Mannschaft ohne sie alle drei Vorrundenspiele gegen die Spitzenmannschaften Argentinien, Ungarn und Kroatien und nahm daraufhin nur noch an der Qualifizierungsrunde teil. Hier wurden Australien und Mauritius geschlagen. Bei den weiteren Platzierungsspielen wurde zunächst Amerikanisch-Samoa besiegt, anschließend gegen Kolumbien und Kroatien verloren. Am Ende platzierte sich Paraguay auf den elften von 14 Rängen. Da Argentinien aber Gastgeber der Olympischen Jugend-Sommerspiele 2018 war und Brasilien die Teilnahme an der Junioren-WM abgesagt hatte, erkämpfte sich Paraguay dennoch einen der beiden Startplätze für Südamerika neben Kolumbien.

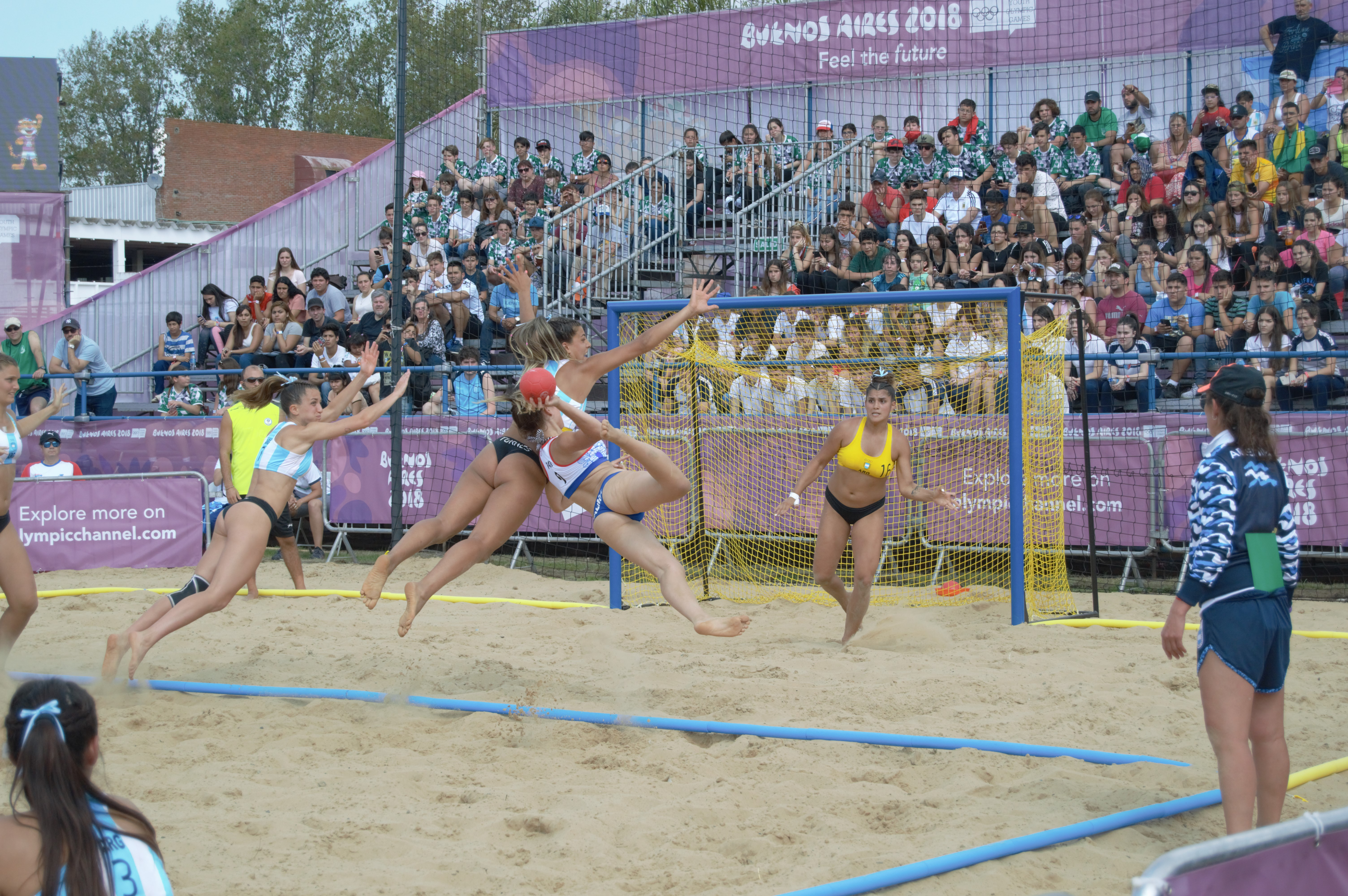
Brítez beim Torwurf gegen die argentinische Verteidigung (Rosario Soto im Tor, Zoe Turnes sowie Belén Aizen (links)) im Vorrundenspiel der Olympischen Jugendspiele; rechts beobachtet die argentinische Trainerin Leticia Brunati das Geschehen

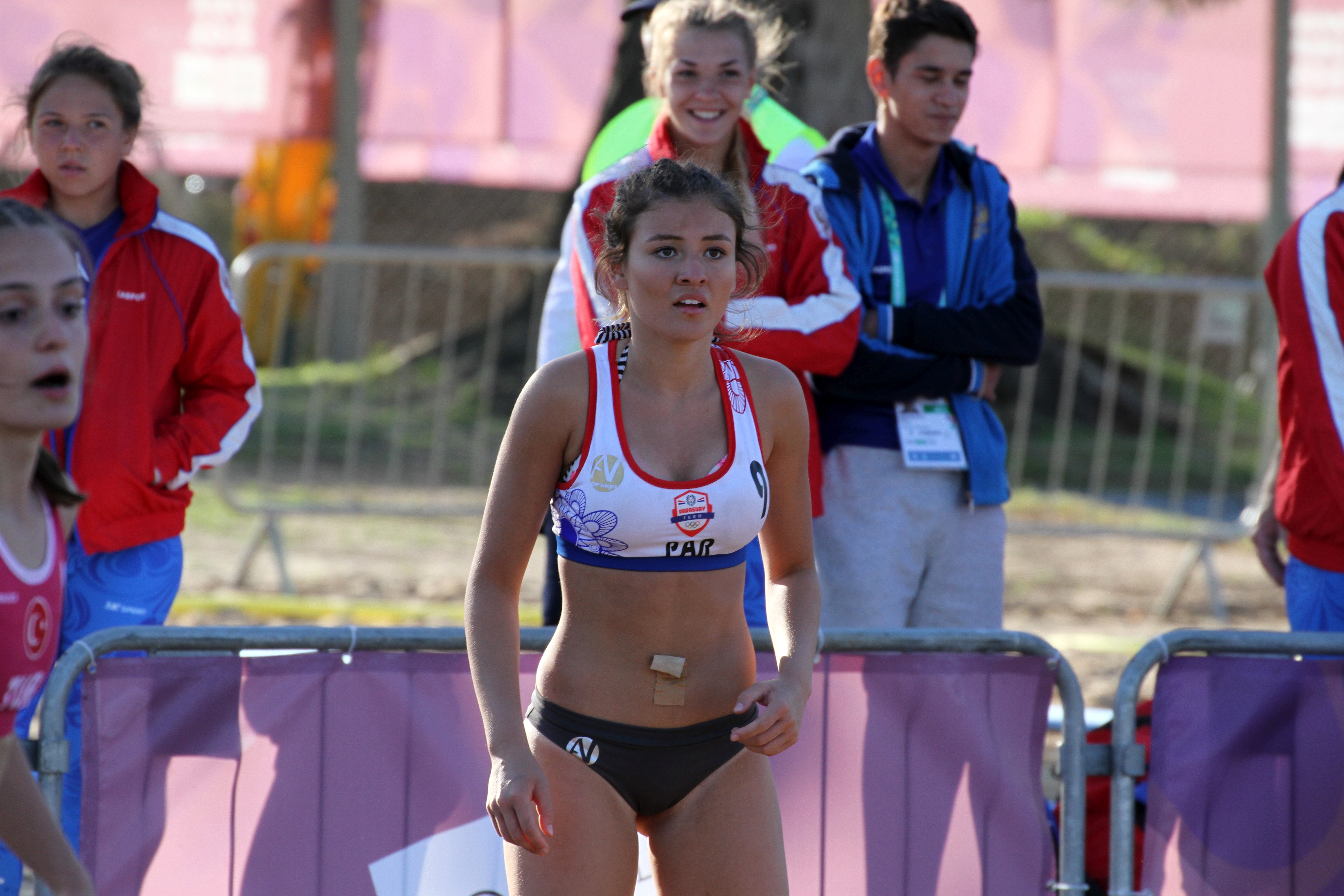
Brítez im Vorrundenspiel der Olympischen Jugendspiele gegen die Türkei

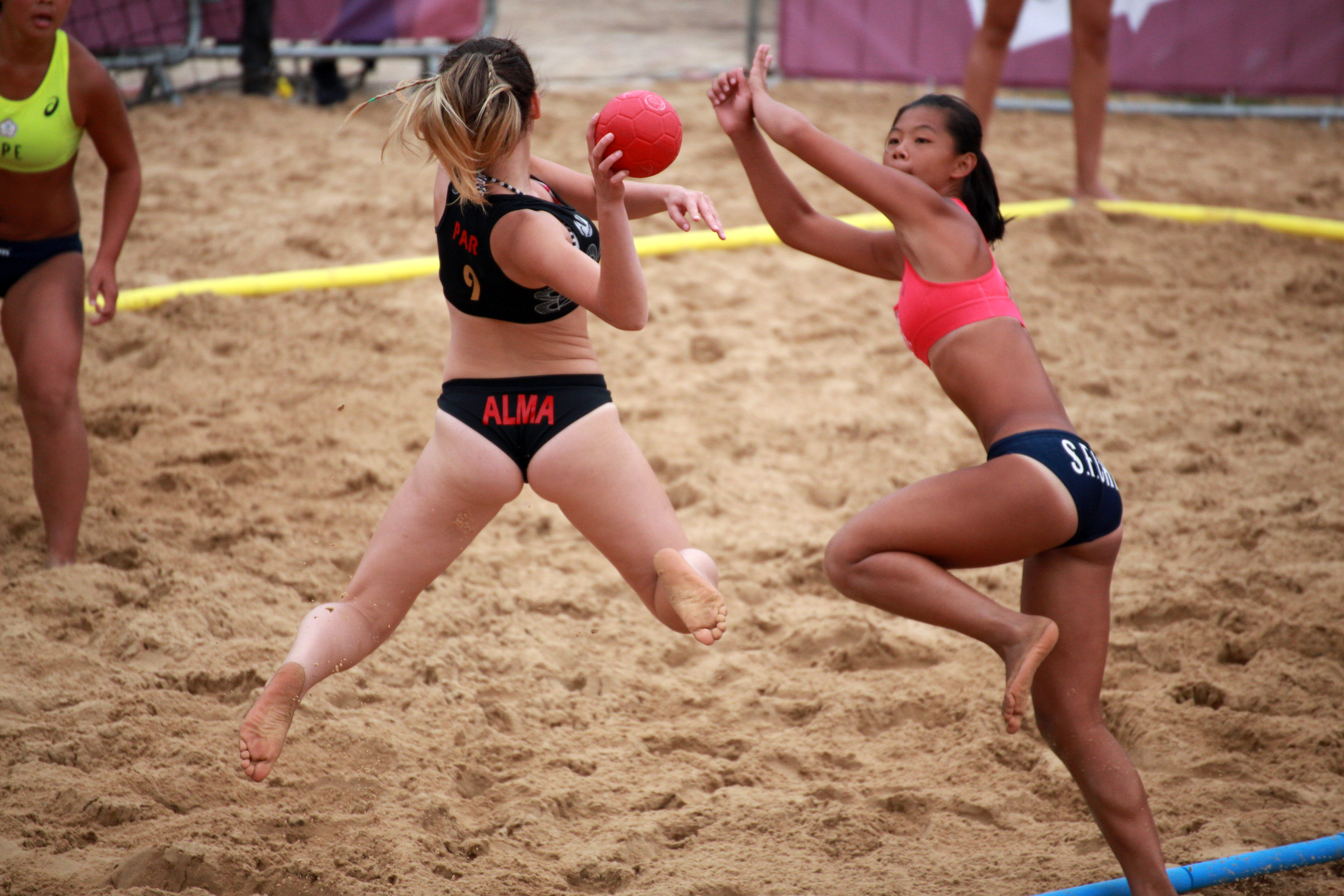
Brítez beim Torabschluss gegen Taiwan im Spiel um Platz fünf bei den Olympischen Jugendspielen, Chen Shu-fen versucht sie am Wurf zu hindern

Bei den Jugendspielen in Buenos Aires war Beachhandball erstmals olympisch. Brítez war eine der besonders auffälligen Spielerinnen des Turniers und Paraguay spielte ein insgesamt recht gutes Turnier. Nach einem schwachen Turnierbeginn gegen die Niederlande, wobei im zweiten Satz ganze zwei Punkte Paraguays – Brítez' einzige Punkte durch einen von Anna Buter verursachten Strafwurf des gesamten Spiels – erzielt wurden, sowie einer klaren Niederlage gegen die Gastgeberinnen aus Argentinien, bei der Brítez schwach spielte, nicht einen Punkt erzielte, einen Strafwurf verwarf und drei Bälle verlor, konnte sich die Mannschaft von da an steigern. Im dritten Spiel, gegen Hongkong, gab es einen deutlichen Zweisatzsieg. Mit 12 erzielten Punkten war Brítez erfolgreichste Spielerin des Spiels, doch leistete sie sich erneut auch vier schwere Ballverluste. Es folgte ein 2:1-Sieg über die Türkei, erneut war Brítez, nun mit elf Punkten, erfolgreichste Werferin Paraguays. Auch darüber hinaus agierte sie wieder sehr auffällig, gab drei Assists zu Toren von Mitspielerinnen, wurde zweimal gefoult, woraufhin Strafstöße folgten, und verlor erneut dreimal den Ball. Zwei der Punkte erzielte sie im Shootout. Durch den abschließenden 2:1-Sieg über Venezuela qualifizierte sich Paraguay für die Hauptrunde. Mit 18 erzielten Punkten aus zehn Treffern bei 13 Versuchen, drei davon durch Strafwürfe sowie ein Treffer aus dem Shootout, war sie nicht nur erneut beste Werferin, sondern erzielte auch einen recht hohen Wert für ein Beachhandballspiel. Das erste Hauptrundenspiel gegen Ungarn wurde klar verloren, obwohl Brítez erneut mit 14 Punkten beste Werferin war. Erneut verlor sie aber auch viermal den Ball an das gegnerische Team. Bei der Niederlage gegen Chinesisch Taipeh (Taiwan) wurden ihre acht Punkte durch Darlene Leiva (9) und Sofía Ugarriza (10) im eigenen Team doppelt übertroffen. Brítez hatte eine Trefferquote von weniger als 60 %, doch konnte sie mit drei Assists einen relativ hohen Wert erreichen. Auch gegen Kroatien wurde in zwei hart umkämpften Sätzen verloren, Brítez war mit zehn Treffern nun wieder beste Werferin ihres Teams. Am Ende war Paraguay punktgleich mit Chinesisch Taipeh Punktletzte in der Hauptrundentabelle, lag aber aufgrund des verlorenen direkten Vergleichs dahinter. Beide Teams verpassten damit die Halbfinals und spielten im direkten Duell um den fünften Platz. Diesmal gewann Paraguay das Spiel deutlich und dominierte vor allem im ersten Satz. Brítez erzielte mit 13 Punkten wieder einen sehr guten Wert, einzig ihre Mannschaftskollegin Andrea Gaona konnte mit 16 Punkten noch mehr erzielen. Mit 88 erzielten Punkten war Brítez nicht nur die erfolgreichste Werferin ihrer Mannschaft, sondern nach Anna Iwanowa, Lynn Klesser, Lin Pin-chun, Anja Vida Lukšić und Csenge Braun sechsterfolgreichste Werferin des Turniers, mit einer Quote von 9,8 Treffern pro Spiel sogar fünftbeste noch vor Braun.

### Frauen
Noch im Alter von nur 16 Jahren wurde Brítez im März 2018 wie auch ihre etwas älteren späteren Mitstreiterinnen in Buenos Aires, Sofía Ugarriza und Guadalupe Villalba, für die Panamerikameisterschaften berufen. In der Vorrunde konnten die Mannschaften aus Trinidad und Tobago (2:0) und Mexiko (2:0) geschlagen werden, gegen Uruguay gab es eine 1:2-Niederlage. Im Viertelfinale wurde die Vertretung der Vereinigten Staaten mit 2:1 geschlagen. Im Halbfinale erwies sich die Weltklassemannschaft Brasiliens als zu stark (0:2). Im Spiel um die Bronzemedaille traf Paraguay erneut auf Mexiko und gewann erneut, diesmal mit 2:1. Damit hatte sich die Mannschaft für die Weltmeisterschaften in Kasan qualifiziert.
In Russland gewann Paraguay zunächst das Auftaktspiel gegen Australien mit 2:0 Sätzen, wobei beide Durchgänge jeweils nur mit einem Punkt Vorsprung gewonnen wurden. Brítez, die Jüngste im Team, war mit elf Punkten erfolgreichste Werferin. Auch bei der folgenden sehr deutlichen Niederlage gegen Spanien war sie mit zehn Punkten mit Abstand beste Werferin. Auch beim sehr ausgeglichenen Spiel gegen den späteren Weltmeister Griechenland, das erst im Shootout verloren wurde, war Brítez mit zehn Punkten erfolgreichste Paraguayerin. Als Dritte der Gruppe qualifizierte sich das Team für die Hauptrunde. Alle drei nun folgenden Spiele gingen ins Shootout. Beim Sieg gegen Polen erzielte Brítez nur drei Punkte, Top-Scorerin war diesmal Ana Insfrán. Bei der Niederlage gegen Uruguay war Brítez mit 12 Punkten wieder die Beste ihrer Mannschaft. Auch der Sieg gegen Taiwan war hart umkämpft, Brítez mit 13 Punkten mit einem erzielten Punkt weniger als Insfrán zweitbeste Werferin. In allen drei Shootouts konnte sie treffen, wenngleich gegen Polen für nur einen, statt zwei Punkte. Als viertplatziertes von sechs Teams konnte sich Paraguay damit für die Viertelfinals qualifizieren. Im Viertelfinale traf man auf den amtierenden Vizeweltmeister und dreifachen Weltmeister Brasilien, gegen den es eine deutliche Niederlage gab. Überhaupt trafen nur zwei Spielerinnen aus Paraguay in diesem Spiel, neben Brítez mit fünf Punkten Insfrán mit 13. Auch die beiden übrigen Platzierungsspiele gegen Polen und Russland wurden verloren. Gegen Polen erzielte Brítez nur vier, gegen Russland gar nur zwei Punkte. In der Endabrechnung wurde Brítez mit Paraguay Achte. Nach dem Turnier wurde sie als drittbeste Spielerin des Turniers sowie als beste Nachwuchsspielerin ausgezeichnet.

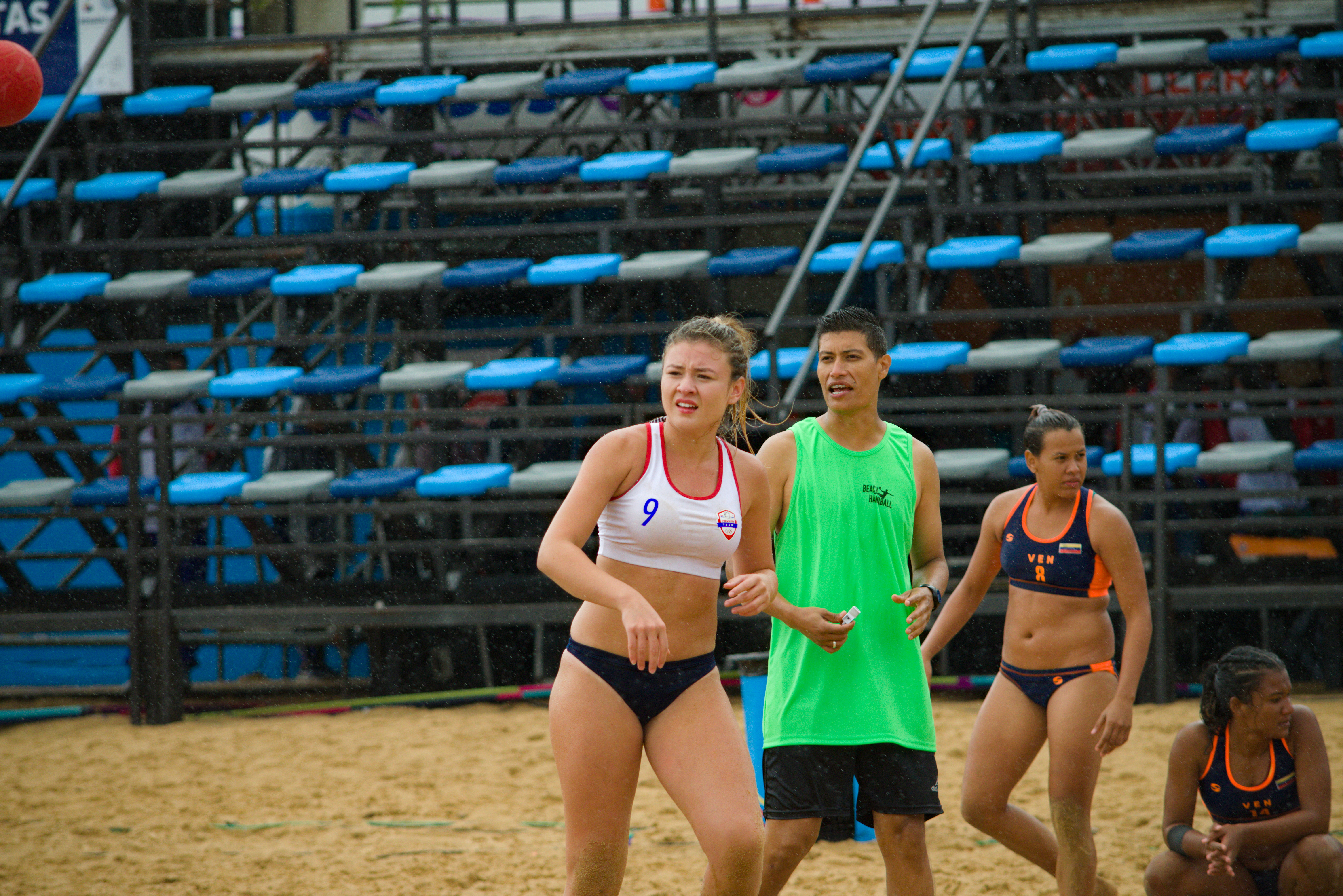
Brítez im Bronzemedaillenspiel bei den Südamerikanischen Beachgames 2019

Die nächste internationale Meisterschaft waren die Südamerikanischen Beachgames im März 2019. Im argentinischen Rosario musste sich die Mannschaft Paraguays, die neben Brítez nur noch mit Naomi Gueyraud von den Olympischen Jugendspielen angetreten war, in der Vorrunde nur Argentinien geschlagen geben, nachdem Peru (2:0) und Chile (2:1) besiegt werden konnten. Im Halbfinale gab es einmal mehr eine 0:2-Niederlage gegen Brasilien. Doch im Spiel um die Bronzemedaille wurde Venezuela mit 2:0 geschlagen.

## Erfolge
Beachhandball-Weltmeisterschaften
- 2018: Achte

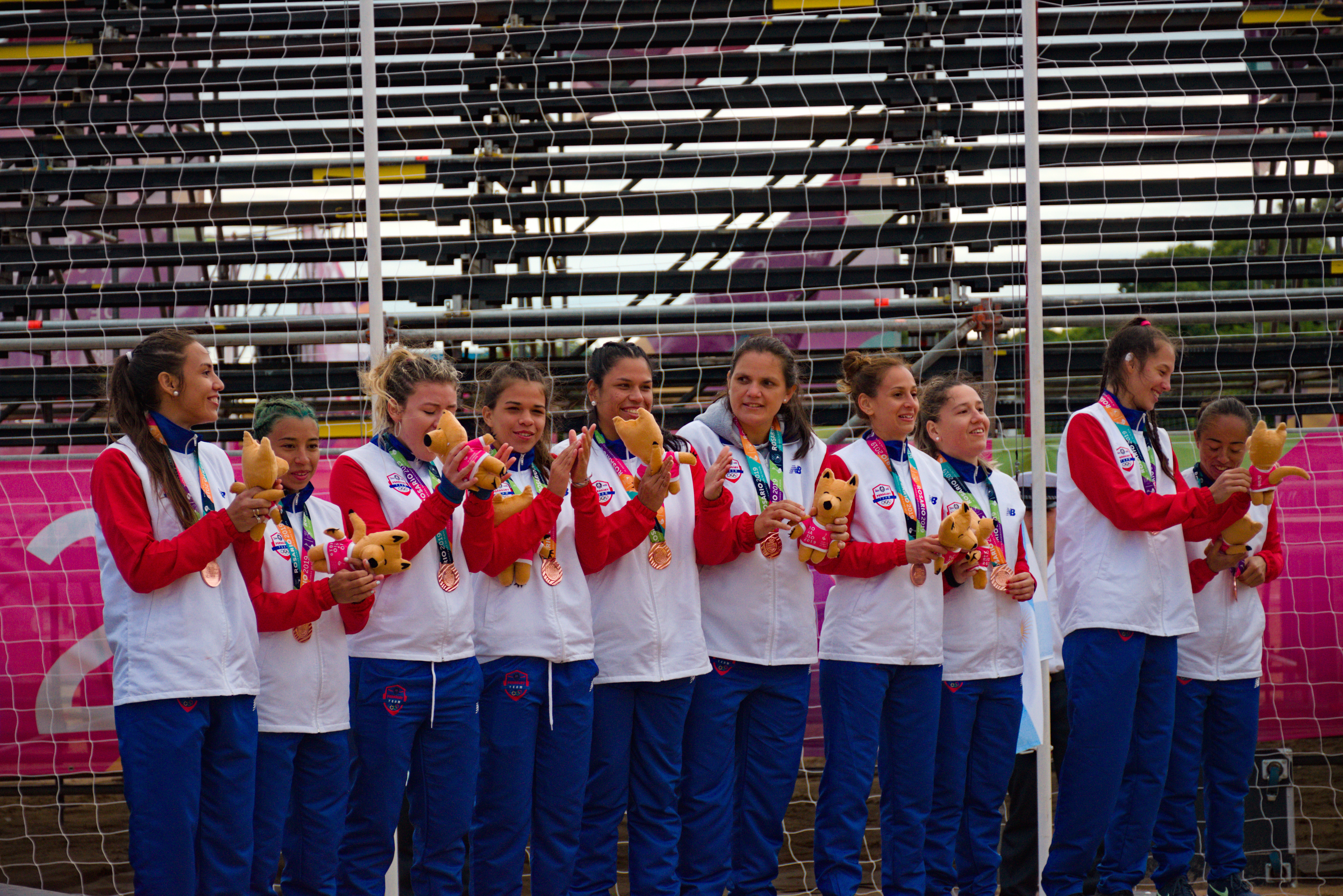
Die Mannschaft Paraguays bei der Medaillenverleihung im Rahmen der Südamerikanischen Beachgames 2019

Beachhandball-Panamerikameisterschaften
- 2018: Bronzemedaille

Südamerikanische Beachgames
- 2019: Bronzemedaille

Olympische Jugendspiele
- 2018: Fünfte

Beachhandball-Junioren-Panamerikameisterschaften
- 2017: Bronze (U17)

Hallenhandball-Südamerikameisterschaften
- 2017: Silber (U16)

## Einzelbelege
1. ↑  Planteles del Sudamericano de Menores Villa María 2015 – Handball Argentina. Abgerufen am 19. August 2020 (spanisch).
2. ↑  Sudamericano Menor M/F – Villa María, Argentina 2015 | Torneos – Handball Argentina. Abgerufen am 19. August 2020 (spanisch).
3. ↑  https://www.abc.com.py/edicion-impresa/deportes/buen-arranque-en-el-sudamericano-1646102.html!
4. ↑  Mañana será la apertura - Deportes - ABC Color. Abgerufen am 19. August 2020 (spanisch).
5. ↑  https://www.abc.com.py/periodismo-joven/adolescente-de-16-anos-se-destaca-en-mundial-de-balonmano-de-playa-en-rusia-1734263.html
6. ↑  Paraguay, al Mundial U17 - Deportes - ABC Color. Abgerufen am 19. August 2020 (spanisch).
7. ↑  Adolescente de 16 años se destaca en Mundial de Balonmano de Playa en Rusia - Periodismo Joven - ABC Color. Abgerufen am 19. August 2020 (spanisch).
8. ↑  2018 Summer Youth Olympics Official Result Book Beach handball
9. ↑  Mundial y bronce para el hándbol femenino de playa. Abgerufen am 19. August 2020 (europäisches Spanisch).
10. ↑  Mundial y bronce para el hándbol femenino de playa. Abgerufen am 19. August 2020 (europäisches Spanisch).
11. ↑  Paraguay se mete entre las ocho mejores del Mundial. Abgerufen am 19. August 2020 (europäisches Spanisch).
12. ↑  Paraguay va por la semis. Abgerufen am 19. August 2020 (europäisches Spanisch).
13. ↑  Adolescente de 16 años se destaca en Mundial de Balonmano de Playa en Rusia - Periodismo Joven - ABC Color. Abgerufen am 19. August 2020 (spanisch).
14. ↑  https://www.abc.com.py/edicion-impresa/deportes/suerte-dispar-en-el-handbol-1796438.html
15. ↑  https://www.abc.com.py/edicion-impresa/deportes/beach-handbol-es-de-bronce-1797155.html

| Personendaten    | Personendaten                                   |
| ---------------- | ----------------------------------------------- |
| NAME             | Brítez, Alma                                    |
| ALTERNATIVNAMEN  | Brítez Benítez, Alma María (vollständiger Name) |
| KURZBESCHREIBUNG | paraguayische Handballspielerin                 |
| GEBURTSDATUM     | 18. Oktober 2001                                |
| GEBURTSORT       | Asunción                                        |